# Alwernia
Alwernia est une ville de Pologne, située à 36 km de Cracovie.

## Histoire
Le nom de la ville vient de celui du Sanctuaire de l'Alverne (en latin Alvernia), en Toscane. Un monastère au nom des Stigmates de Saint François fut construit à Alwernia entre 1625 et 1656. L'église date de la période 1630-1676.
Un marché commença à se développer auprès du monastère : en 1796, Alwernia était connue pour être un centre commercial et administratif.
En 1926, des laboratoires de chimie furent créés dans la partie sud de la ville ; aujourd'hui, ces centres représentent la plus grande source d'emploi pour les citoyens d'Alwernia. Le paysage agréable et la proximité de la ville de Cracovie ont conduit à la croissance du bourg, qui a obtenu le statut de ville (Miasto) en 1993.

## Quartiers
- Stare Miasto
- Brzeziny
- Spalona
- Os. Chemików
- Os. Kamionki
- Os. Kulawki

## Jumelages
- Évron (France)
- Gaiba (Italie)